# Pogreb v Ornansu
Poreb v Ornansu (francosko Un enterrement à Ornans, znana tudi kot Pokop v Ornansu) je slika, ki je nastala med leti 1849–1850, avtorja Gustava Courbeta in predstavlja eno glavnih prelomnic francoske umetnosti 19. stoletja. Slika opisuje pogreb v septembru 1848 njegovega strica v slikarjevem rojstnem kraju, majhnem mestu Ornans. Obravnava običajen podeželski pogreb z nerodnim realizmom in na velikanski sliki, ki je tradicionalno rezervirana za herojske ali verske prizore zgodovinskega slikarstva. Njegova razstava na Pariškem salonu leta 1850–51 je ustvarila »eksplozivno reakcijo« in Courbetu prinesla pravo slavo. Trenutno je prikazana na Musée d'Orsay v Parizu, Francija.
Salon je ugotovil, da je bil Courbet zmagovalec s sliko Lomilca kamenja, Kmetje iz Flageyja in Pogreb v Ornansu. Ljudje, ki so se udeležili pogreba, so bili uporabljeni kot modeli za sliko. Prej so bili modeli uporabljeni kot akterji v zgodovinskih pripovedih; tukaj je Courbet dejal, da je »naslikal prave  ljudi, ki so bili prisotni na pogrebu, sami meščani«. Rezultat je realistična predstavitev njih in življenja v Ornansu.
Slika, ki je pritegnila hvalo in ostro obsodbo kritikov in javnosti, je ogromno delo, ki meri 3,1 x 6,6 m in prikazuje prozaični ritual v obsegu, ki bi bil prej rezerviran za delo zgodovinskega slikarstva. Po besedah  umetnostne zgodovinarke Sarah Faunce: »V Parizu je bil Pogreb ocenjen kot delo, ki se je vtisnilo v veliko tradicijo zgodovinskega slikarstva, kot prihod v umazanih čevljih, ki razbijajo otroško zabavo in v smislu te tradicije seveda tudi na sliki manjka sentimentalna retorika, ki se je pričakovala v žanrskem delu: žalujoči Courbet ne ustvarja gledaliških gest žalosti, njihovi obrazi pa se zdijo bolj karikirani kot oplemeniteni. Kritiki so Courbeta obtožili namernega prizadevanja za grdoto. Sčasoma se je javnost bolj zanimala za nov realistični pristop, razkošna, dekadentna fantazija o romantiki pa je izgubila popularnost. Umetnik je dobro razumel pomen te slike. Courbet je dejal: »Pogreb v Ornansu je bil v resnici pogreb romantike« . Prav tako bi lahko rekli, da je pogreb hierarhije zvrsti, ki je prevladovala v francoski umetnosti od 17. stoletja.
Leta 1873, ko so se Courbetova politična stališča spremenila, je zavrnil delo in dejal, da ni »nič vredno«. 